# CBFB
CBFB désigne la protéine humaine Core-binding factor subunit beta qui est encodée par le gène CBFB situé sur le chromosome 16 humain.

## Impact clinique
Le gène CBFB est modifié par la translocation inv(16)(p13q22) qui est une altération du génome associée à la leucémie aiguë myéloïde 4 à éosinophiles (LAM4Eo). Lors de la translocation, le gène de fusion résultant est CBFB-MYH11 qui est transcrit en une protéine chimérique. La présence de ce gène de fusion est indicatif de bon pronostic.
Des mutations du gène CBFB sont également impliquées dans le cancer du sein.